# John Morton (cardinale)
John Morton (Bere Regis, 1420 – Knole House, 15 settembre 1500) è stato un arcivescovo cattolico, lord cancelliere e cardinale inglese.

## Biografia
Nato nel Dorset, proveniva da una famiglia della piccola gentry e fu educato presso il Balliol College di Oxford. Nel febbraio del 1477 fu inviato da re Edoardo IV insieme a Sir John Donne come ambasciatore alla corte di Francia. Re Edoardo lo nominò vescovo di Ely l'8 agosto 1479 e fu consacrato il 31 gennaio dell'anno successivo. Dopo il cambio dinastico nel 1485 Enrico VII lo nominò arcivescovo di Canterbury il 6 ottobre 1486 nominandolo l'anno successivo Lord Cancelliere . Nel 1493 fu nominato cardinale titolare della chiesa di Sant'Anastasia in Roma da papa Alessandro VI. Egli fece erigere l'Old Palace di Hatfield House ove la futura regina d'Inghilterra Elisabetta I passò gran parte della sua infanzia.
Come Lord Cancelliere Morton fu incaricato di restaurare le proprietà regali rovinate da Edoardo IV. Per la fine del regno di Enrico VII, la frugalità di quest'ultimo e la politica fiscale di Morton, realizzata da Edmund Dudley e da Richard Empson avevano nuovamente ricostituito il tesoro. Morton fu autore di una massima nota successivamente come la "Forcella di Morton":
Se la persona vive palesemente con frugalità, allora gli direte che egli ha abilmente risparmiato abbastanza denaro da permettersi di essere generoso con il re. Se invece il soggetto vive spendendo e spandendo, ditegli che, essendo così evidente la sua opulenza, può permettersi di dare molto al re.
Mecenate ed appassionato di letteratura ed arte, Morton consentì a Tommaso Moro, finanziandolo, di intraprendere gli studi all'Università di Oxford e Moro lo menzionò nella sua opera principale, L'Utopia.
Dopo la sua morte fu sepolto secondo il suo volere nella cappella della Vergine Maria della Cattedrale di Canterbury mentre nella cripta della medesima gli fu eretto un cenotafio con la sua effigie decorata da angeli, il cappello cardinalizio e doghe di barile con la scritta MOR (un gioco di parole sul suo cognome: Mor-ton).

## Genealogia episcopale e successione apostolica
La genealogia episcopale è:
- Cardinale Vital du Four
- Arcivescovo John de Stratford
- Vescovo William Edington
- Arcivescovo Simon Sudbury
- Vescovo Thomas Brantingham
- Vescovo Robert Braybrooke
- Arcivescovo Roger Walden
- Cardinale Henry Beaufort
- Cardinale Thomas Bourchier
- Cardinale John Morton

La successione apostolica è:
- Vescovo Robert Morton (1487)
- Vescovo Richard Fox (1487)
- Vescovo Richard Hill (1489)
- Vescovo Oliver King (1493)
- Vescovo William Smyth (1493)
- Arcivescovo Thomas Savage (1493)
- Vescovo John Blythe (1494)
- Arcivescovo Henry Deane (1495)
- Vescovo Richard FitzJames (1497)
- Vescovo Miles Salley, O.S.B. (1500)
- Vescovo David ap Yeworth, O.Cist. (1500)